# Disiphon
Disiphon es un género de hemíptero de la familia Aleyrodidae, con una subfamilia: Aleyrodinae.

## Especies
Las especies de este género son:
- Disiphon dubienus (Bondar, 1923)
- Disiphon russellae Martin, 2005